# Filosofi, Ideologi og Videnskab
Filosofi, ideologi og videnskab (fr: Philosophie et philosophie spontanée des savants) er baseret på 4 forelæsninger, Louis Althusser har givet som en del af seminaret ”Kursus i filosofi for videnskabsmænd”, han afholdte sammen med bl.a. Alain Badiou og Etienne Balibar i efteråret 1967.
Althusser laver en klar distinktion mellem filosofi og videnskab, og søger i bogen at definere filosofien, dens rolle og dens relation til videnskaberne. I denne bestræbelse søger han rent praktisk at demonstrere sine pointer ved eksempelvis at bygge sin fremstilling op omkring en række filosofiske teser.
Althussers overordnede pointe er, at det er filosofiens opgave at rense ideologiske elementer fra videnskabsmændenes grundlæggende antagelser ved konstant og overalt at drage demarkationslinjer mellem ideologi og videnskab.
Det er værd at bemærke, at Althusser i forordet (der er skrevet i 1974, altså næsten syv år senere) understreger, at han teoretisk har bevæget sig videre siden forelæsningerne blev afholdt; ligesom han også har forkastet sin tidligere forståelse af filosofi som teorien om den teoretiske praksis, der er at finde i bøgerne At læse ”Kapitalen” og For Marx. I stedet fremfører han en definition, der siger, at filosofien, der ikke, som videnskaberne har det, har noget objekt, ikke producerer erkendelser, men udsiger teser etc. Teserne åbner vejen for en korrekt opstilling af bl.a. den videnskabelige og politiske praksis' problemer 

## 1. Forelæsning
Første forelæsning er en opstilling af basis-begreber, der bliver fremsat i 21 filosofiske Teser. Han skelner mellem didaktiske og filosofiske sætninger. De filosofiske sætninger er Teser, der er dogmatiske i den forstand, at de ikke er tilgængelige for bevisførelse i streng videnskabelig forstand.
Idet filosofiske sætninger ikke kan bevises, er de heller ikke sande. I stedet taler Althusser om, at de bør være nøjagtige. Nøjagtig (fr: juste) sigter mod en forbindelse med praksis, og der er i øvrigt på fransk en etymologisk sammenhæng med såvel 'ret(færdighed)' (fr: justice) som 'præcision' (fr: justesse).
Althusser skriver i den 20. Tese, at filosofiens hovedfunktion er at drage grænselinjer mellem det ideologiske i ideologierne på den ene side, og det videnskabelige i videnskaberne på den anden.. Det handler altså om at rense ideologiske elementer fra, ofte i videnskabsmændenes forestillinger om deres egen position i samfundet og deres videnskabelige praksis. Althusser mener desuden, at videnskabsmændenes ideologi ikke blot afhænger af deres praksiserfaringer, men at den i sidste ende afhænger af det herskende ideologiske system i samfundet.
Han leverer i denne forelæsning en bredside mod, hvad han kalder slagordet 'tværvidenskabelighed'. Han er modstander af en fremgangsmåde, hvor man inviterer en række forskellige fag til at diskutere et problem (blot for at gøre det), hvis der ikke i forvejen foreligger et behov for netop disse fagligheder. I stedet mener han, at tværvidenskab og dannelsen af nye fag/videnskaber bør opstå (og opstår) inde fra en videnskab selv. Som eksempel nævner han bl.a. biokemi, der opstået som svar på de problemer biologien og kemien hver især har stået overfor.

## 2. Forelæsning
I anden forelæsning forsøger Althusser at indkredse, hvad filosofi er. Han skriver, at filosofien selv er en del af den konjunktur, den intervenerer i; den politiske, den ideologiske og den teoretiske konjunktur. Filosofien fremkalder teoretiske virkninger (den rejser nye spørgsmål i sig selv og i videnskaberne) såvel som praktiske virkninger i feltet, man kan kalde ideernes. Den filosofiske praksis er således politisk.
I forlængelse heraf skriver han i den 23. Tese, at det er filosofien iboende at lave distinktioner mellem det videnskabelige og det ideologiske. Filosofien er resultatet af den filosofiske intervention. Filosofien er ét med sit resultat, som udgør 'filosofi-effekten'. Filosofi-effekten er endvidere forskellig fra 'erkendelses-effekten' (der frembringes af videnskaberne).
Althusser fremfører desuden, at enhver forsker er påvirket af en ideologi eller en videnskabelig filosofi, som han betegner som Videnskabsmændenes Spontane Filosofi (V.S.F.). Her er pointen, at denne filosofi understøtter videnskaben såfremt det er en materialistisk filosofi, mens idealistisk filosofi vil være en hæmsko for videnskaben.

## 3. Forelæsning
I den tredje forelæsning fokuserer Althusser på den historiske relation mellem videnskab og filosofi, hvor han mener, at flertallet af kendte filosoffer har udbyttet videnskabernes erkendelser til fordel for værdierne og de praktiske ideologier. Dvs. at filosofferne har udnyttet videnskaben til fx at understøtte deres argumentation for Guds eksistens eller deres filosofiske kategorier som Ånden, Skønheden mv.
Althusser garanterer ikke, at hans filosofi ikke også udbytter videnskaberne (for hvis han gjorde, ville han falde i samme ideologiske fælde som andre filosoffer), men mener, at man må undersøge dette i hans konkrete filosofiske praksis.
Althusser skriver desuden, at den dialektiske materialisme ikke har gjort filosofien til en videnskab, som nogle ofte hævder: den ny filosofi forbliver filosofi, men den videnskabelige erkendelse af dens relation til de praktiske ideologier gør den til en nøjagtig filosofi.
Han skriver om videnskabens historie og udvikling, at den er kendetegnet ved to processer: 1) eliminering af fejltagelser og 2) genindførelsen af tidligere erkendelser og teoretiske elementer i de nye erkendelsers og teoriers kontekst. Filosofiens historie og udvikling er derimod kendetegnet ved en kamp om overherredømme, der dog ikke udelukker tidligere filosofidannelser. Dette skyldes bl.a., at filosofiske sætninger ikke på samme måde som videnskabelige erkendelser kan bevises eller tilbagevises.
V.S.F. er selvmodsigende. Denne selvmodsigelse udspiller sig mellem to elementer: 1) et intra-videnskabeligt element, der er troen på, at der eksisterer et reelt objekt for videnskaben, objektive videnskabelige erkendelser og en korrekt videnskabelig metode; og 2) et ekstra-videnskabeligt element, der er refleksioner over den videnskabelige praksis, der er produceret uden for denne praksis. Althusser definerer Element 1 som materialistisk, Element 2 som idealistisk, og er af den opfattelse, at Element 2 ofte behersker Element 1; hvilket afspejler magtforholdene i samfundet/verden.
Det er her filosofien bliver central. Althusser mener nemlig, det er umuligt at vende om på forholdet mellem elementerne, og altså sikre eller tilnærme sig en korrekt videnskabelig fremgangsmåde, uden et ydre støttepunkt: filosofien.
Han opstiller afslutningsvist to betingelser for en ny alliance mellem videnskaben og den materialistiske filosofi:
1) Der kan ikke være tale om almene betingelser. Kun specifikke betingelser, der frem for alt vedrører de historiske magtforhold.
2) Betingelserne må være klare: Filosofien støtter Element 1 og bekæmper Element 2
Man må her være klar over, at filosofien ikke intervenerer i videnskaben, men udelukkende i V.S.F., altså filosofien.

## 4. Forelæsning
Den fjerde forelæsning er en gennemgang af en forelæsning af biologen Jacques Monod, hvor Althusser demonstrerer sin filosofi i et konkret eksempel, og altså drager demarkationslinjer mellem ideologiske og videnskabelige elementer.

## 
1. ↑  Filosofi, ideologi og videnskab, Rhodos, 1975 s. 40
2. ↑  s. 44f
3. ↑  s. 45
4. ↑  s. 59
5. ↑  s. 79
6. ↑  s. 82
7. ↑  s. 95ff
8. ↑  s. 100
9. ↑  s. 114f
10. ↑  s. 120
11. ↑  s. 134f
12. ↑  s. 135f
13. ↑  s. 122f
14. ↑  s. 140ff
15. ↑  s. 147f
16. ↑  s. 153
17. ↑  s. 155